# Platydoras armatulus
Il pesce gatto striato di Raphael (Platydoras armatulus), anche noto come Raphael striato meridionale, pesce gatto parlante, doradide cioccolato, pesce gatto cioccolato o pesce gatto spinoso, è una specie di pesce gatto della famiglia Doradidae. È una specie originaria dell'Amazzonia, del Paraguay-Paraná e dei bacini inferiori dell'Orinoco, in Sud America. Questa specie pacifica e notturna è un popolare pesce d'acquario grazie al suo temperamento piacevole e alla sua natura curiosa.
Questo pesce gatto è stato a lungo confuso con Platydoras costatus del Suriname e della Guiana francese, dove la striscia chiara sul corpo non si estende sulla testa.

## Descrizione
Questi pesci si insinuano nei morbidi fondali dei fiumi e spesso si trovano sui fondali sabbiosi. Si nutrono di molluschi, crostacei e detriti organici.
Hanno spine rigide delle pinne pettorali, e minuscole spine protettive ricurve che corrono lungo il corpo. La lunghezza standard massima tipicamente riportata di questa specie è di 20-24 centimetri (7,9-9,4 pollici). Individui considerevolmente più grandi, lunghi fino a 43 centimetri (17 pollici), sono stati segnalati nel bacino di Tocantins-Araguaia, ma questa popolazione, insieme a quelle dei Tapajós e dello Xingu, probabilmente rappresentano una specie non descritta (da non confondere con P. birindellii, una specie del bacino dello Xingu descritta nel 2018).
Alcuni esemplari giovani sono stati osservati mentre pulivano grandi pesci predatori, come Hoplias cf. malabaricus. Il motivo a strisce nei giovani può servire da segnale che ne consente il riconoscimento come pesce pulitore. Si noti che il motivo a strisce non è così evidente negli adulti, quindi il comportamento di pulizia è, probabilmente, eseguito solo dai giovani.

## Acquariofilia

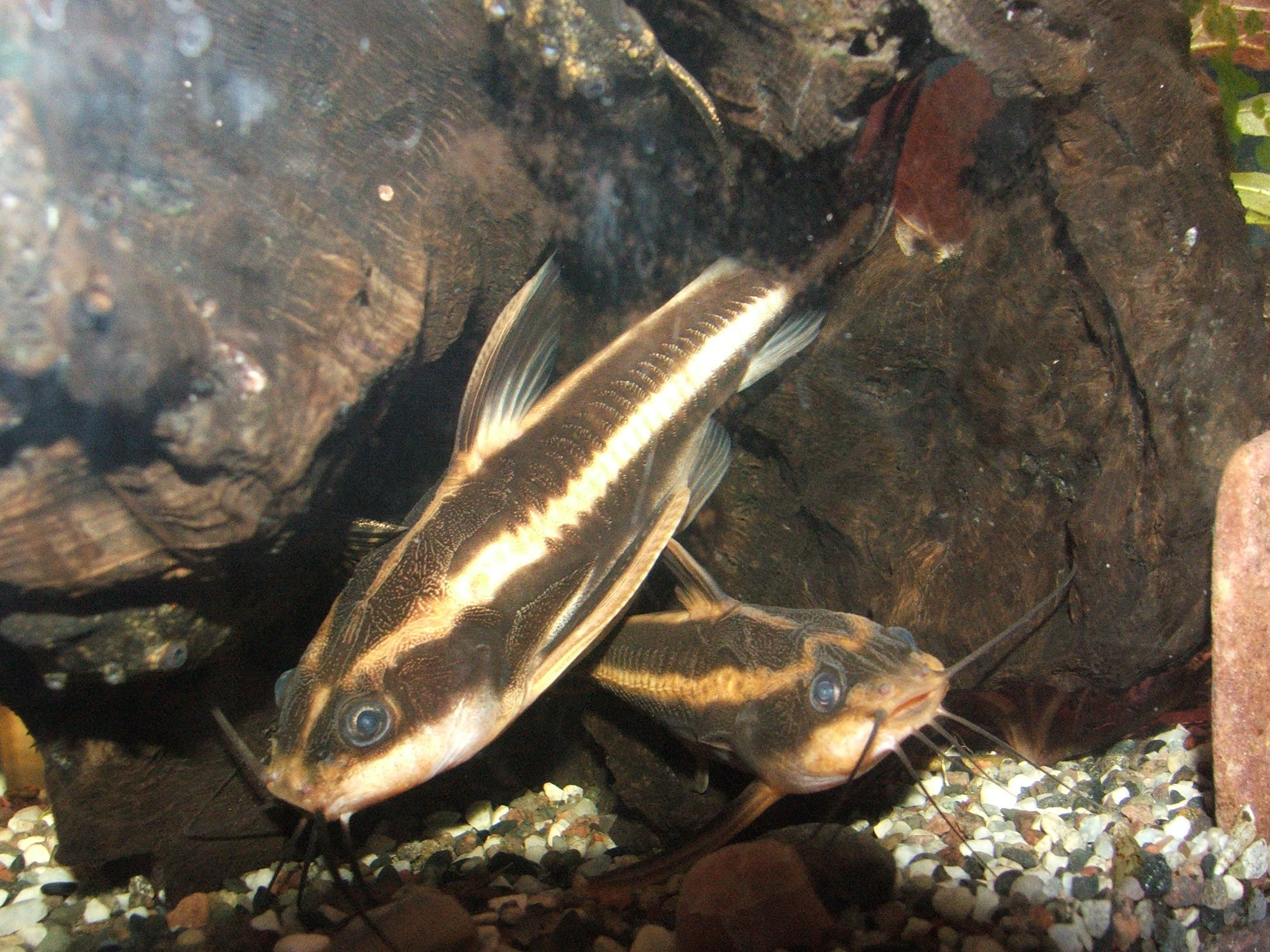
Pesce gatto striato di Raphael in un acquario

Il pesce gatto striato di Raphael è un pesce di comunità fine e socievole, e pacifico con altri pesci gatto e altre specie di pesci. Tuttavia, sono notturni e di solito non sono visibili durante il giorno.
È consigliabile non catturare un pesce gatto striato di Raphael con una rete poiché quando spaventato o stressato tende a estroflettere le spine delle pinne pettorali, rendendo il districarlo dalla rete pericoloso sia per il pescatore sia per il pesce. Sebbene si abbiano casi noti di riproduzione in cattività, questi sono casi rari. Ad aggravare la situazione le differenze tra i sessi sono sconosciute. Per questo motivo, questi pesci devono essere catturati in natura, e quindi a volte si verificano contaminanti dovuti all'importazione di un animale selvatico in un ambiente domestico. Il pesce gatto striato di Raphael emetterà dei piccoli grugniti/cigolii mentre è fuori dall'acqua. Sebbene generalmente socievole con altri pesci, a volte questo pesce può nutrirsi di pesci più piccoli, quindi bisogna fare attenzione quando se ne introduce uno in un acquario già stabilizzato.